# Wunderblutkirche (Bad Wilsnack)

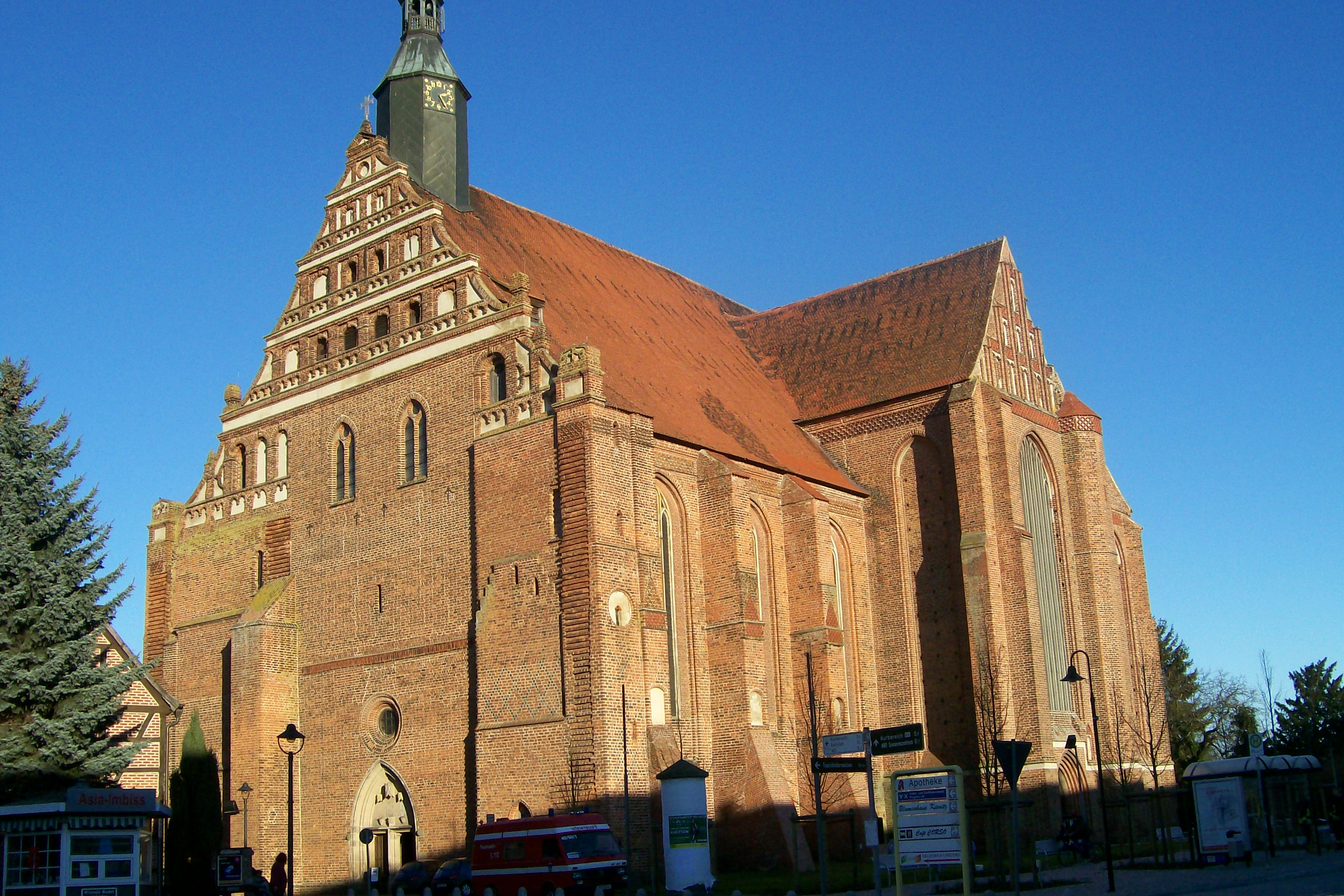
Wunderblutkirche, West- und Südseite

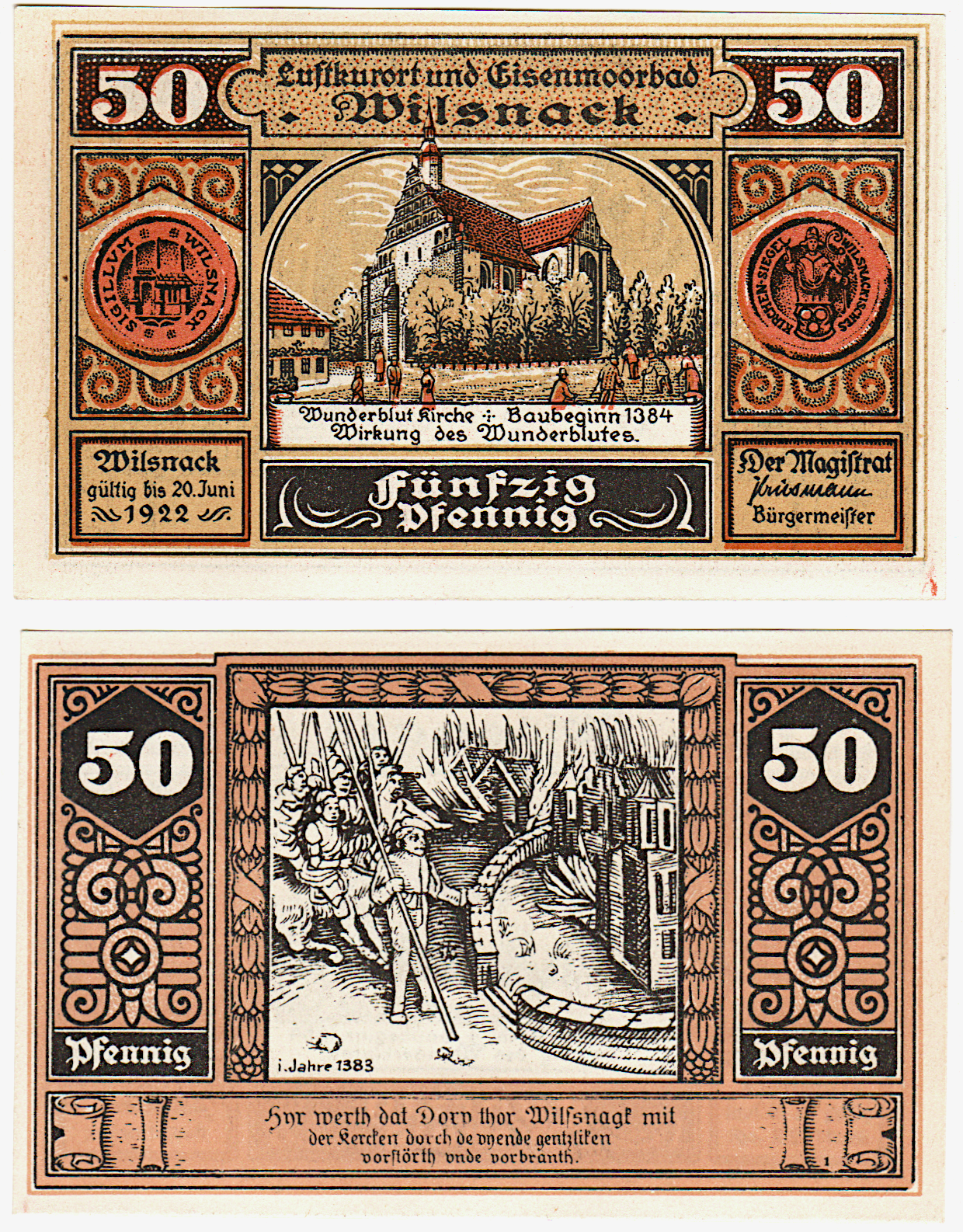
Die Kirche und ihre Geschichte auf einem Notgeldschein von 1922.

Die Wunderblutkirche St. Nikolai ist eine evangelische Kirche in Bad Wilsnack in der brandenburgischen Prignitz und Wahrzeichen des Kurortes. Die Kirche war vom Ende des 14. bis zur Mitte des 16. Jahrhunderts ein Wallfahrtsziel von europäischem Rang, nachdem sich der Glaube an ein Hostienwunder im Jahr 1383 verbreitet hatte. Nach der Reformation verbrannte der erste evangelische Pfarrer von Wilsnack, Joachim Ellefeld, die Wunderhostien 1552 vor Zeugen. Damit entfiel der Grund für die Wallfahrten.
Als Offene Kirche ist die Wunderblutkirche heute täglich geöffnet. Ein Förderverein setzt sich für den Erhalt der Kirche als kultur- und kirchengeschichtliches Denkmal ein und organisiert unter anderem Wanderungen auf dem alten Pilgerweg Berlin–Wilsnack. In der Hansestadt Lübeck erinnert das Kleverschusskreuz, ein Wegekreuz aus dem Jahr 1436, an die Pilger, die sich von dort auf den Weg nach Wilsnack machten. Ein weiteres Wegekreuz ist in Havelberg erhalten.

## Geschichte

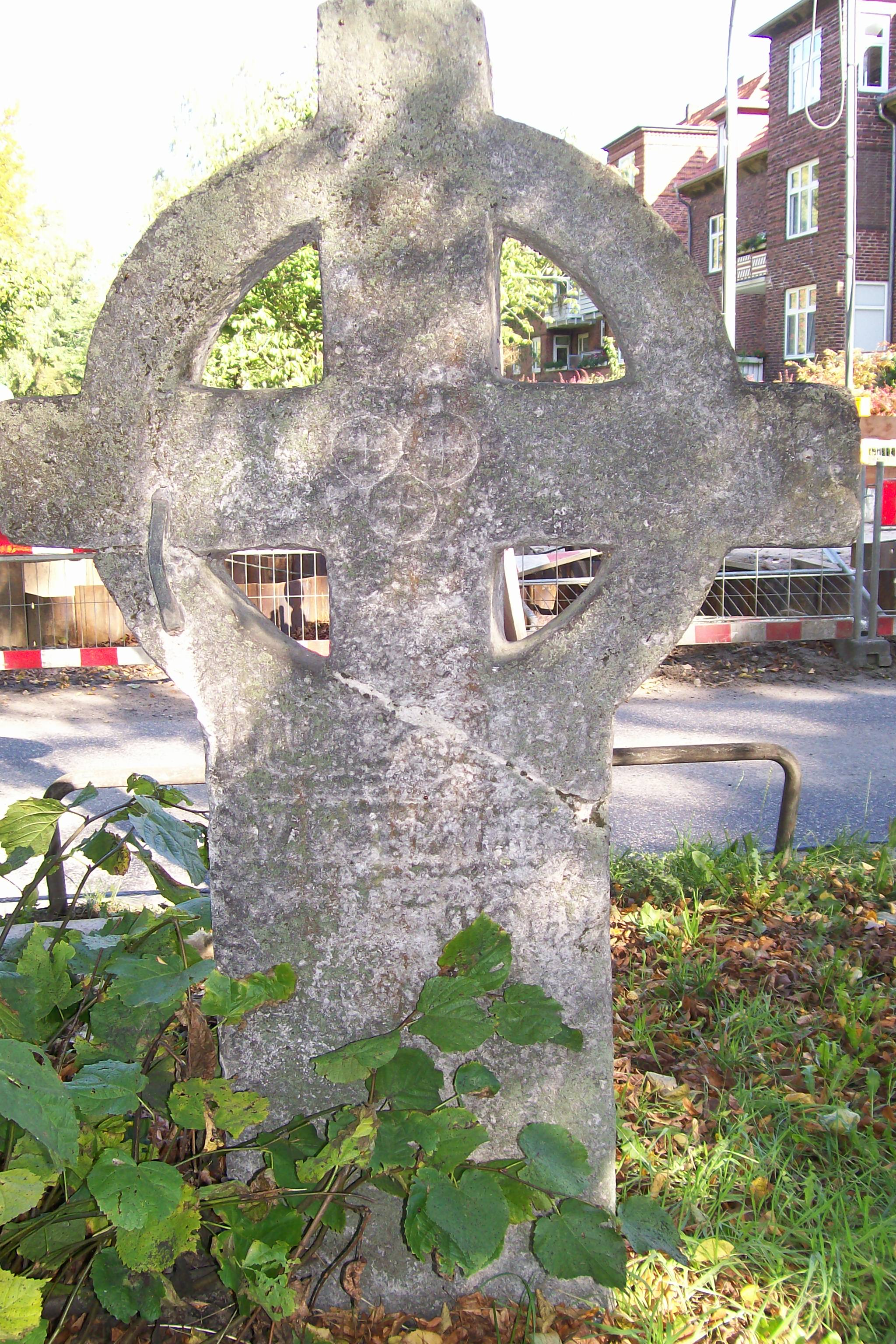
Das Kleverschusskreuz in Lübeck wies Pilgern den Weg zur Wallfahrtskirche.

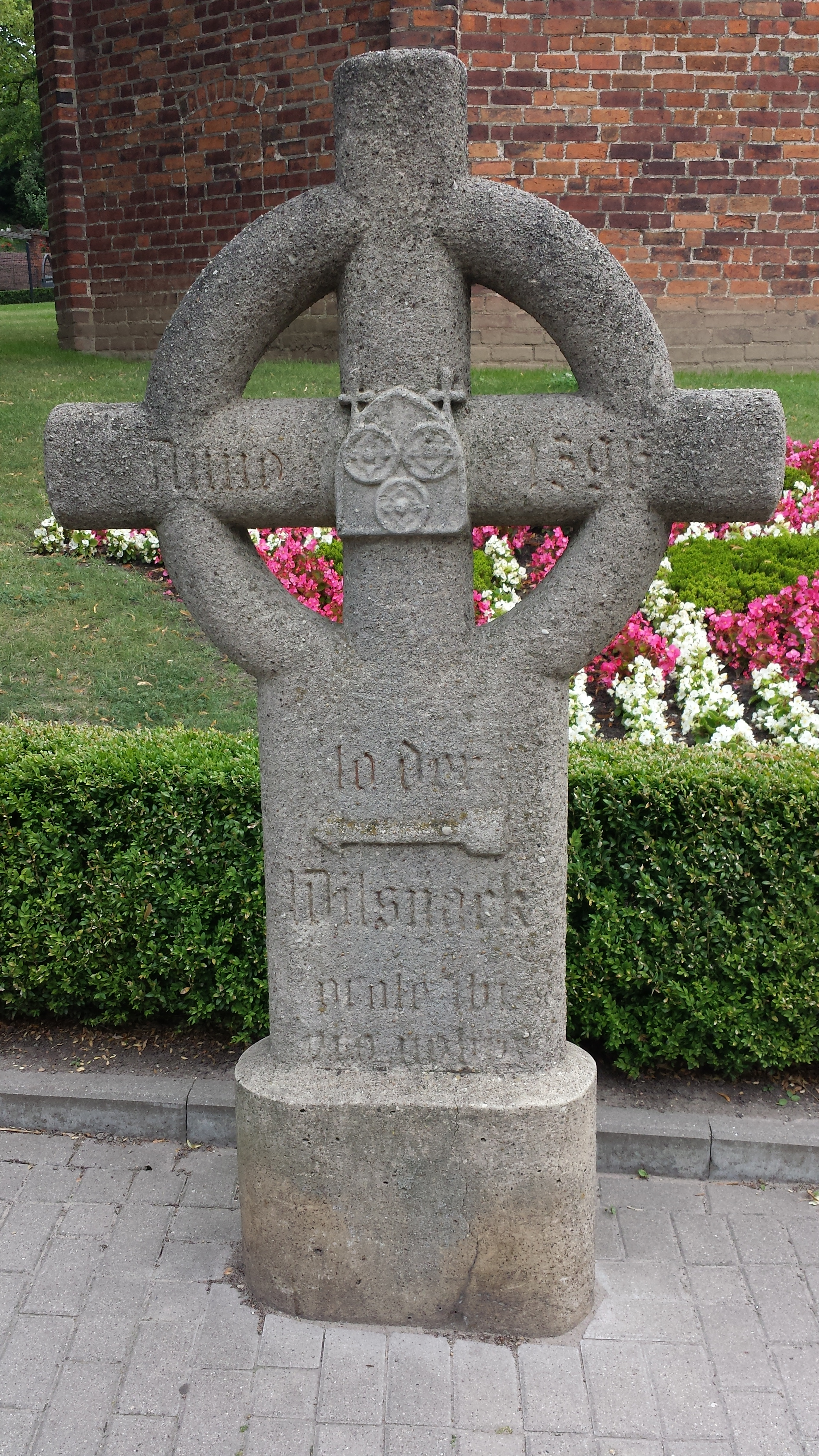
Wegekreuz zur Kirche Wilsnack in Havelberg

Ein erster Bericht über das Hostienwunder, das zum Entstehen des Wallfahrtsortes Wilsnack führte, stammt von einem Havelberger Propst, der 1383 Bischof Thiderikus II. (Dietrich) nach Wilsnack begleitete. Weitere Berichte aus dem Jahr 1447 und Drucke aus der Zeit zwischen 1509 und 1520/21 berufen sich auf diesen Propst. 1586 stellte der protestantische Domdechant Matthäus Ludecus Fakten zu dem Wunder zusammen. Eine weitere Zusammenfassung der Quellen und Ereignisse legte 1881 der Oberpfarrer Ernst Breest aus Wilsnack vor.

### Entstehung der Legende
Am 16. August 1383 nutzte Ritter Heinrich von Bülow die Abwesenheit großer Teile der Wilsnacker Gemeinde, die sich zum jährlichen Domweihfest in Havelberg aufhielt, um Wilsnack nebst zehn weiteren Dörfern zu überfallen und niederzubrennen. Seit längerem hatte Ritter von Bülow Anspruch auf diese Dörfer erhoben, weswegen er mit deren Herren Henning, Klaus und Gericke von Möllendorf und dem Bistum Havelberg im Zwist lag.
Der Legende nach suchte der heimgekehrte Priester Johannes Calbutz die Ruine der niedergebrannten Kirche ab und barg geschmolzenes Glockenerz aus den Trümmern. An der Stelle des Altars lag die verkohlte Eichenbohle der Altarplatte, in der ein kleines Fach eingearbeitet war, in dem drei Hostien verwahrt wurden. In der Meinung, hier nichts weiter bergen zu können, untersuchte er die Bohle nicht weiter und kehrte ins benachbarte Lüben zurück, wo die Gemeinde übernachtete, da Wilsnack unbewohnbar war. In der folgenden Nacht vernahm der Pfarrer im Traum mehrfach eine kindliche Stimme, die ihn aufforderte, zur Kirche zurückzukehren und dort eine Messe zu lesen. Als er mit der Gemeinde am 24. August zur Kirche zurückkehrte, fanden sie die verkohlte Altarplatte mit einem Tuch bedeckt, worauf die drei vom Feuer nahezu unversehrten Hostien lagen; jede trug einen roten Blutstropfen. Nach der Messe nahm Calbutz die Hostien mit nach Lüben.
In der Folge kam es im Umkreis zu weiteren wundersamen Ereignissen. So brannten in der Lübener Kirche fünf Kerzen, von denen zwei während der Messe plötzlich erloschen. Die drei brennenden Kerzen wurden anschließend feierlich nach Wilsnack getragen, wobei sie weder niederbrannten noch trotz Windes erloschen. Bischof Dietrich II. von Havelberg reiste nach Wilsnack, um sich persönlich unterrichten zu lassen. Er las eine Messe, in der er eine vierte Hostie zu den drei Bluthostien legte, woraufhin sich die Blutflecken der drei Hostien vergrößerten. Diese Begebenheit wurden von weiteren anwesenden Klerikern bezeugt, worauf der Bischof ein Hostienwunder bescheinigte.
Im Zusammenhang mit dem Hostienwunder ereigneten sich auch im weiteren Umkreis wundersame Begebenheiten. So verspottete Ritter Dietrich Wenkstern die Hostien, worauf er augenblicklich erblindete und sein Augenlicht erst wieder erlangte, nachdem er Gott und die heilige Kraft der Hostien anbetete und einen jährlichen Bußgang nach Wilsnack gelobte. 1388 soll der westfälische Adlige Geismar Berthold von Hansen von Ritter Conrad Spiegel überfallen und gehenkt worden sein. Von Hansen erflehte die Hilfe der Wunderbluthostien und wurde, nachdem er nach einem halben Tag lebend am Galgen hing, von Ritter Conrad befreit und um Verzeihung gebeten; der Gerettete pilgerte nach Wilsnack.

### Hochphase der Wallfahrten
Am 20. Februar 1384 stellte Papst Urban VI. Wilsnack einen Ablassbrief zum Wiederaufbau des Ziegelbaus als Wallfahrtskirche aus. In der Folge verbreitete sich der Ruf des Blutwunders europaweit, und Wilsnack entwickelte sich zu einem der zentralen Wallfahrtsorte in Nordeuropa. Im Laufe des 15. Jahrhunderts stieg der Ort zu dem fünftbedeutendsten Wallfahrtsziel des christlichen Abendlandes auf, wodurch der Ort wirtschaftlich aufblühte. Im Jahr 1396 kamen in Havelberg gegossene Pilgerzeichen in Wilsnack auf den Markt. Wilsnack war vor allem bei Böhmischen Pilgern als Wallfahrtsziel beliebt, worauf sich Jan Hus 1403 vehement gegen die Verehrung des Wunderblutes aussprach. Zu den Pilgern hatte 1433 auch die englische Mystikerin Margery Kempe gehört, die ihre Pilgerreise in ihrer autobiografischen Schrift The Book of Margery Kempe beschrieb. Ein Mitglied der Magdeburger Synode, der Theologe Heinrich Tocke, begutachtete 1443 die Bluthostien. Er stellte fest, dass nur noch ein Gemisch von Krümeln und Spinnweben vorhanden war. Der Havelberger Bischof Konrad von Lintorff setzte sich aber gemeinsam mit Kurfürst Friedrich II. von Brandenburg, der den Franziskanertheologen Matthias Döring mit einer Stellungnahme beauftragte, und mit Unterstützung des Papstes gegen das aus Magdeburg angestrebte Verbot durch.
Papst Eugen IV. nahm 1447 in zwei Bullen positiv Stellung zum Wilsnacker Hostienkult. Ein niederländischer Adliger stiftete 1461 das Fenster im Nordquerschiff. Der Wunderblutschrein, das Fresko Christophorus, die farbigen Fenster, Altäre und Skulpturen stammen aus der Zeit nach 1460. Bei der Schauwand (Altarretabel) des Altars handelt es sich um ein Kompositretabel, dessen drei Bestandteile aus dem späten 14. bis frühen 16. Jahrhundert stammen.
Die Wallfahrtskirche diente den brandenburgischen Kurfürsten Friedrich Eisenzahn und Albrecht Achilles auch als würdiger Rahmen für wichtige Staatsgeschäfte. Dort fand 1440 eine Fürstenversammlung zur Stiftung des Schwanenordens statt, 1472 ein Treffen mit Christian I., dem König von Dänemark, und 1476 und 1479 Treffen mit norddeutschen Fürsten.
Die Zahl der Wallfahrer nahm ab 1517 mit der Reformation ab. Der Verlag des Lübeckers Steffen Arndes verbreitete 1520 Drucke der Wilsnacker Legende (Historia inventionis et ostensionis vivifici Sacramenti), ebenso ein Jahr später Ludwig Dietz in Rostock.

### Ende der Wunderblutverehrung
Nach der Einführung der Reformation in der Mark Brandenburg 1539 fanden im Anschluss an evangelische auch katholische Gottesdienste statt. Der evangelische Pfarrer von Wilsnack, Joachim Ellefeld, war jedoch mit der Hostienverehrung nicht einverstanden. Entgegen der Anordnung des Stadtrats, sich nicht in katholische Belange einzumischen, drang Ellefeld mit zwei Helfern am Samstag, dem 5. Juni 1552, in die Sakristei ein, zerschlug die Monstranz und verbrannte die darin aufbewahrten Bluthostien. Er wurde zunächst durch das Havelberger Domkapitel auf der Plattenburg inhaftiert, dann aber auf Anordnung des Kurfürsten Joachim II. freigelassen und des Landes verwiesen. Während der mehr als 170 Jahre andauernden Wallfahrten reisten hunderttausende Pilger nach Wilsnack. Infolge der Hostienzerstörung ebbten die Pilgerströme im Laufe des 16. Jahrhunderts allmählich ab, dies verursachte den wirtschaftlichen Niedergang der Stadt.

### Jüngere Geschichte
200 Jahre später (1782) beauftragte Friedrich Christoph von Saldern den Orgelbaumeister Adam Heinrich Rietze aus Magdeburg mit dem Bau einer Orgel. Im Krieg mit Frankreich diente die Kirche 1806 französischen Truppen als Lazarett. Im Jahr 1825 wurde in der Kirche der kleine Altar eingebaut, weil der große im Chor von der Gemeinde zu weit entfernt war. Auf Anordnung von Kronprinz Friedrich wurden 1881 die Buntglasfenster restauriert; ihre Inschriften verweisen auf die Königliche Glashütte zu Berlin. Gegen Ende des Zweiten Weltkriegs wurde die Kirche von einer Bombe getroffen, die aber wohl nicht explodierte; die Einschlagstelle ist westlich des Querschiffes am Dach durch eine unterschiedliche Färbung der Dachziegel erkennbar.
Die Kirche war in der Endphase der DDR Schauplatz politischer Aktionen. Ab Oktober 1989 versammelten sich montags jeweils etwa tausend Menschen zu Friedensgebet und anschließendem Kerzenumzug, entsprechend den Montagsdemonstrationen in anderen Städten der DDR. Der erste Nachwende-Bürgermeister, Dietrich Gappa, wurde im Mai 1990 in der Kirche gewählt.
Das Bauwerk wurde im Jahr 2016 in das Denkmalpflegeprogramm National wertvolle Kulturdenkmäler aufgenommen, mit dem die Verantwortlichen vor Ort sieben Jahre lang Fördermittel für die Instandsetzung abrufen konnten. Mit den Mitteln konnte unter anderem das Tragwerk des Dachs stabilisiert werden, das durch seitliche Kippbewegungen in westliche Richtungen schadhaft geworden war. Für die neue Eindeckung des Dachs wurde eigens ein Biberschwanz entwickelt, dessen Formen sich optimal in die vorhandene Dachhülle einfügen. Außerdem wurde der Glockenstuhl stabilisiert, so dass nach einem Jahr Pause wieder das gesamte Geläut funktionstüchtig wurde. Am Südquerhaus errichteten Maurer einen neuen Staffelgiebel, dessen ursprüngliche Form nirgends dokumentiert war und umfangreiche Abstimmungsarbeiten zwischen allen Beteiligten erforderlich machte. Im nördlichen Querhaus wurden Fensterrippen ersetzt, die im 19. Jahrhundert mit einer der ersten Betonmischungen saniert worden waren. Diese waren mittlerweile brüchig geworden, so dass die hohen Fenster in großer Gefahr waren. Da diese Arbeiten erst im Zuge der Sanierungen zu Tage kamen, wurde das veranschlagte Budget überschritten. Hinzu kamen steigende Baustoffpreise, so dass bei der Sanierung des Kircheninnenraums Abstriche gemacht werden musste. Daher konnte nur die Wunderblutkapelle sowie die Sakristei saniert werden. In beiden Räumen sollen Fenster der japanischen Künstlerin Leiko Ikemura eingesetzt werden. Diese verbinden Elemente aus dem Mittelalter mit der Neuzeit. Bei der Sanierung der Sakristei kam ein bislang unbekannter Kellerraum zum Vorschein. Im Umfeld des Bauwerks entstand im Jahr 2021 außerdem im Gemeindehaus ein Pilger-Café. Das ehemalige Inspektorenhaus dient als Diakoniestation und Tagespflegestätte. Geplant ist weiterhin, die als Schlossplatte bezeichnete Lücke – entstanden durch das nach einem Brand 1976 abgerissene Prälatenhaus und späteren Stadtschlosses – städtebaulich zu schließen.

## Architektur
Die Baugeschichte ist nicht abschließend geklärt. Die Gründung der 1383 niedergebrannten Kirche geht auf die Zeit um 1286 bis 1300 zurück. Der Wiederaufbau begann schon 1384, beschleunigt durch das Hostienwunder, und war um 1400 beendet. Erbaut wurde die Kirche als wuchtige, dreischiffige, kreuzförmige Hallenkirche im Stil der norddeutschen Backsteingotik. Der erhalten gebliebene rechteckige Turm der abgebrannten Kirche wurde dabei nicht sichtbar in die Westfassade der Kirche einbezogen, die nachträglich ein Sandsteinportal erhielt. Der Westgiebel ist ein Ziegelbau aus der zweiten Hälfte des 15. Jahrhunderts. Das kurze, unvollendete Langhaus von drei Jochen schließt im ersten Joch den Turm ein und zeigt selbst nur einen Dachreiter. Das Querschiff steht mittig zwischen Langhaus und Chor mit östlich dahinter liegenden Kapellen. Die Wunderblutkapelle befindet sich am südlichen Teil des Querschiffs. Der Chor hat einen polygonalen Schluss aus fünf Seiten eines Zehnecks. Erhalten sind Glasmalereien aus dem späten Mittelalter. Der Hochaltar besteht aus drei verschiedenen und übereinander geschichteten Retabeln. Auffällig sind die Querhausemporen, die über Treppentürme am Querhaus und einen brückenartigen, segmentbogigen Zugang von einer ehemaligen Bischofskurie auf der Nordseite erschlossen werden. Insgesamt ist eine Verwandtschaft zur Lüneburger Michaeliskirche und zum Stendaler Dom zu erkennen.
Ein Schwibbogen führte von der Empore im linken Seitenflügel zu der Burg der Havelberger Bischöfe, die nach der Reformation von der Familie von Saldern als Wohnhaus genutzt wurde. Zu dem im Jahr 1724 zum Schloss umgebauten Anwesen gehörte auch eine ausgedehnte Gartenanlage, die heute unter dem Namen Gutspark bekannt. ist.

## Glocke
Im Jahre 1471 hatte die Kirche eine große Glocke erhalten. Sie war 3500 kg schwer und hatte einen Durchmesser von zwei Metern. Einige Jahre nach der Einführung der Reformation in Brandenburg, im Jahr der Hostienzerstörung, ließ Kurfürst Joachim II. sie zusammen mit anderen dorthin überführten Glocken in einem seiner Berliner Hofkirche eigens dafür angefügten Turm aufhängen. Von dort wanderte sie in die Nachfolgebauten des Doms. Im Juni 1921 wurde sie wegen eines Sprunges nach dem ungewöhnlich langen Totengeläut für die im Doorner Exil verstorbene Kaiserin Auguste Viktoria unbrauchbar. Trotz erfolgreicher Reparatur zersprang sie 1929 erneut. Zum Einschmelzen für einen Neuguss nach Lauchhammer gebracht, konnte sie 1930 in letzter Stunde per Telegramm durch das Berliner Märkische Museum gerettet werden. Für den Berliner Dom wurde in Lauchhammer die Neue Wilsnacker Glocke gegossen. Die Glocke befand sich ab 1935 in der Kirchenhalle des Museums. Sie hatte dort den Zweiten Weltkrieg unbeschadet überstanden, als sie 1956 zu DDR-Zeiten erneut umgeschmolzen werden sollte, diesmal zugunsten eines Glockenspiels für das Museum. Schwierigkeiten bei der Materialbeschaffung für die Verstärkung des Glockenstuhls verzögerten die Umsetzung des Beschlusses. Als 1957 der neu eingesetzte Museumsdirektor Cay-Hugo von Brockdorff das „von wissenschaftlicher Verantwortung unberührte Verhalten“ seines Amtsvorgängers kritisierte, machte er auch das Einschmelzungsvorhaben rückgängig und die Glocke war gerettet.

## Wunderblutschrein
Das bedeutendste Kunstwerk der St. Nikolaikirche von Bad Wilsnack ist der Wunderblutschrein aus der Mitte des 15. Jahrhunderts in der Wunderblutkapelle. Der Schrein ist in einer spitzbogenförmigen Wandnische eingebaut. Die Türen des hölzernen Schreins sind beidseitig bemalt. Das Giebelfeld des Schreins wird von zwei Engeln geziert, die die Monstranz mit dem Heiligen Blut empor halten. Die Außenflügel der Türen zeigen die Gregorsmesse mit der Vision von Papst Gregor I. (590–604) beim Feiern der Messe. Darüber steht in lateinischer Sprache: „Dies ist die Anbetung des Heils … wunderbar für meine Augen“. Unter der Szene ist ein Feld mit floralen Mustern und aufgemalter Ziegelmauer. Auf der Innenseite der linken Tür ist die Trinität (Vater, Sohn und Heiliger Geist) in Form eines Gnadenstuhls dargestellt, als Zeichen der Verehrungswürdigkeit des Wunderbluts. Darunter in Latein: „Oh anzubetende Dreieinigkeit, oh zu bestätigende Einigkeit, erbarme Dich unser.“ Die Innenseite des rechten Türflügels trägt eine Ecce-homo-Darstellung: Christus steht mit Dornenkrone, Nimbus, rotem Mantel und Lendenschurz vor dem Volk. Darüber ist ebenfalls ein Schriftband mit lateinischem Text. Unterhalb des von den Flügeltüren verschlossenen Faches befinden sich weitere Fächer, die von vier unverzierten Türen verschlossen sind. Alle Türen können durch aufwändige eiserne Schlösser verriegelt werden.
Die Wunderblutkapelle diente vermutlich nach der Reformation ab 1560 als Familiengruft der protestantischen Patronatsfamilie von Saldern. Die Grabstätten wurden ab 1952 in die Chorgrüfte und in andere Bereiche der Kirche verlegt. Die Kapelle wurde renoviert und wieder zugänglich gemacht. Im Jahr 1992 wurde die Kapelle saniert und mit einer Fußbodenheizung versehen.

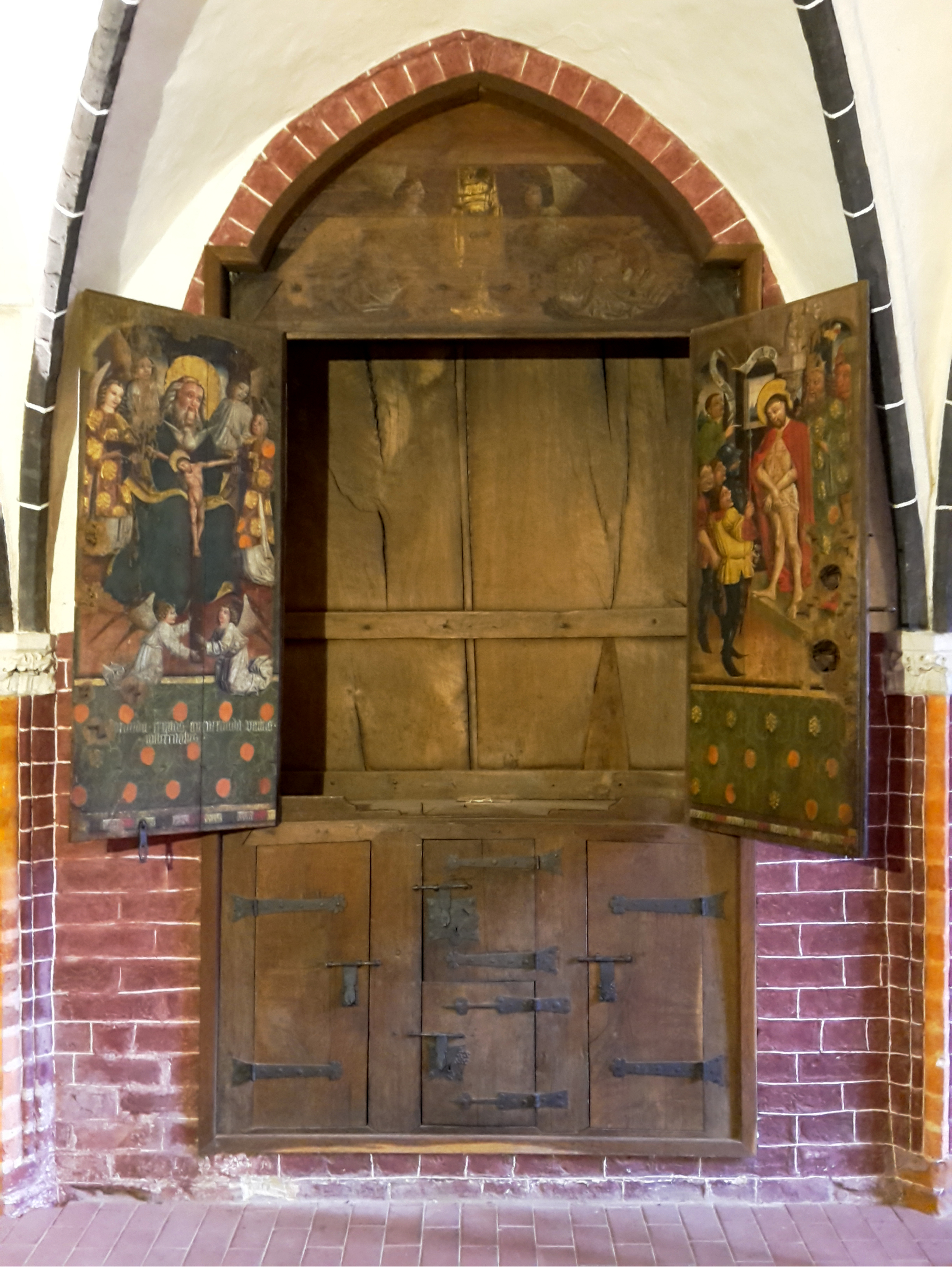
Der geöffnete Schrein
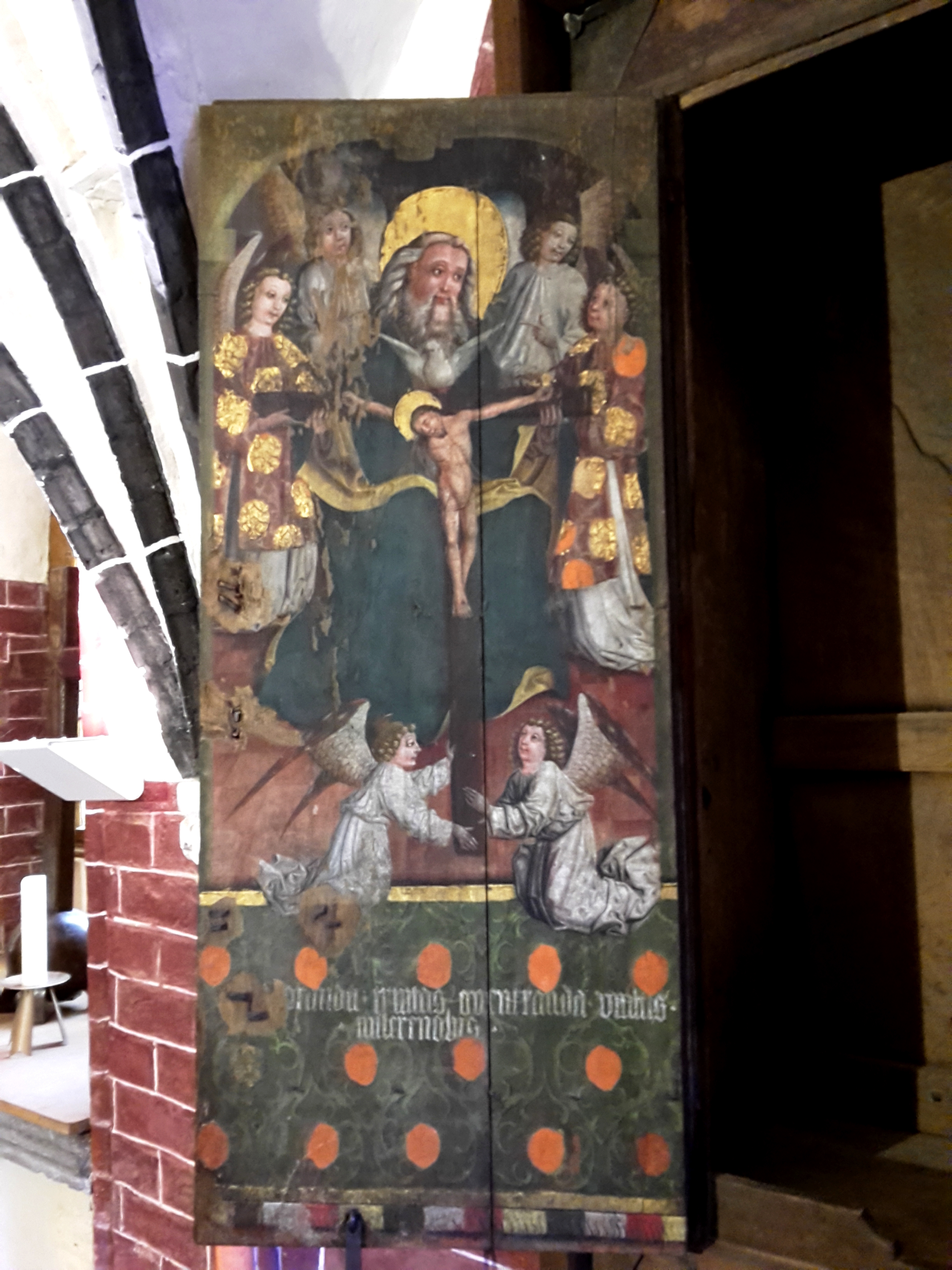
Innenseite des linken Türflügels mit dem Gnadenstuhl
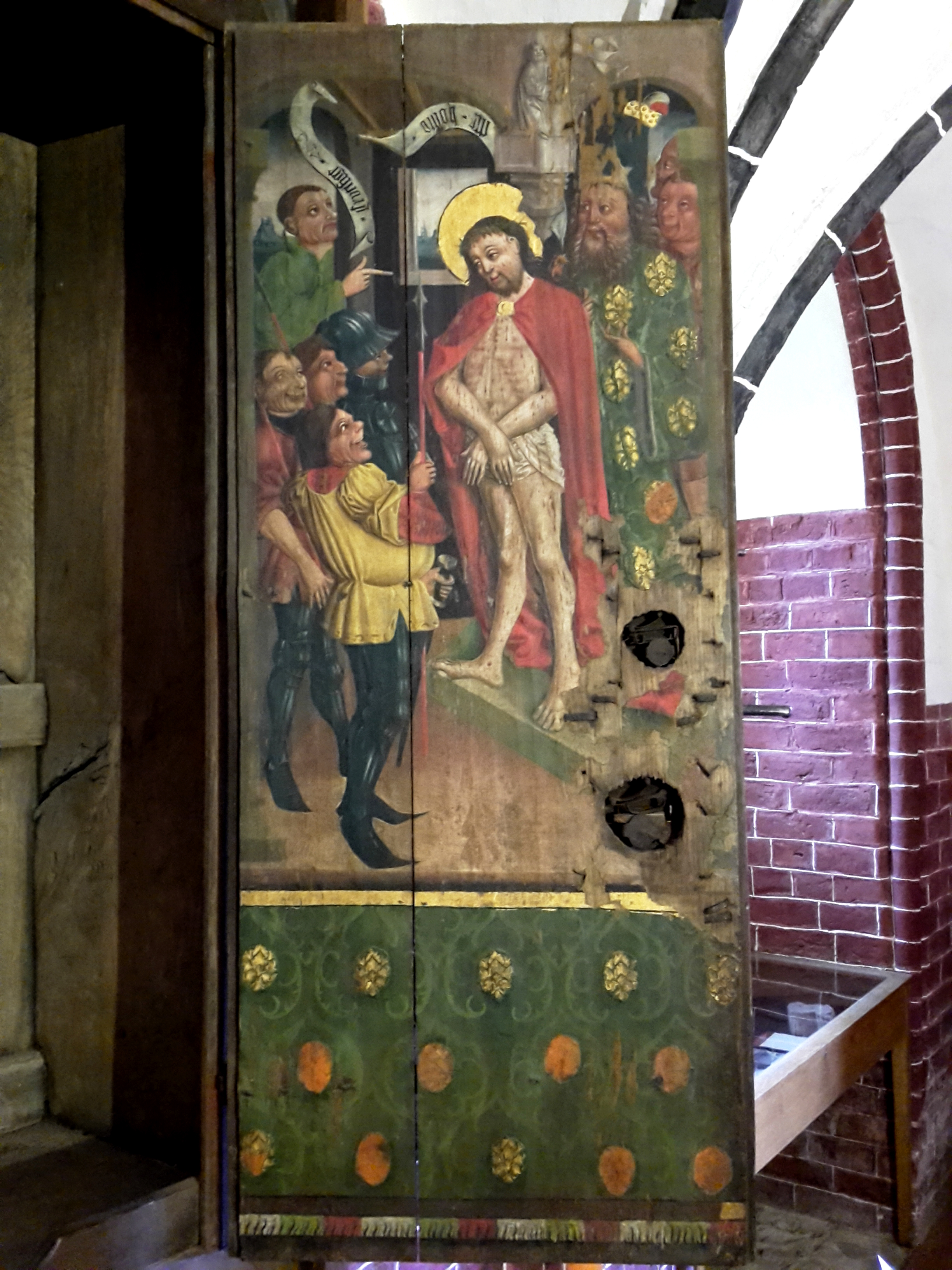
Innenseite des rechten Türflügels mit der Ecce-homo-Darstellung
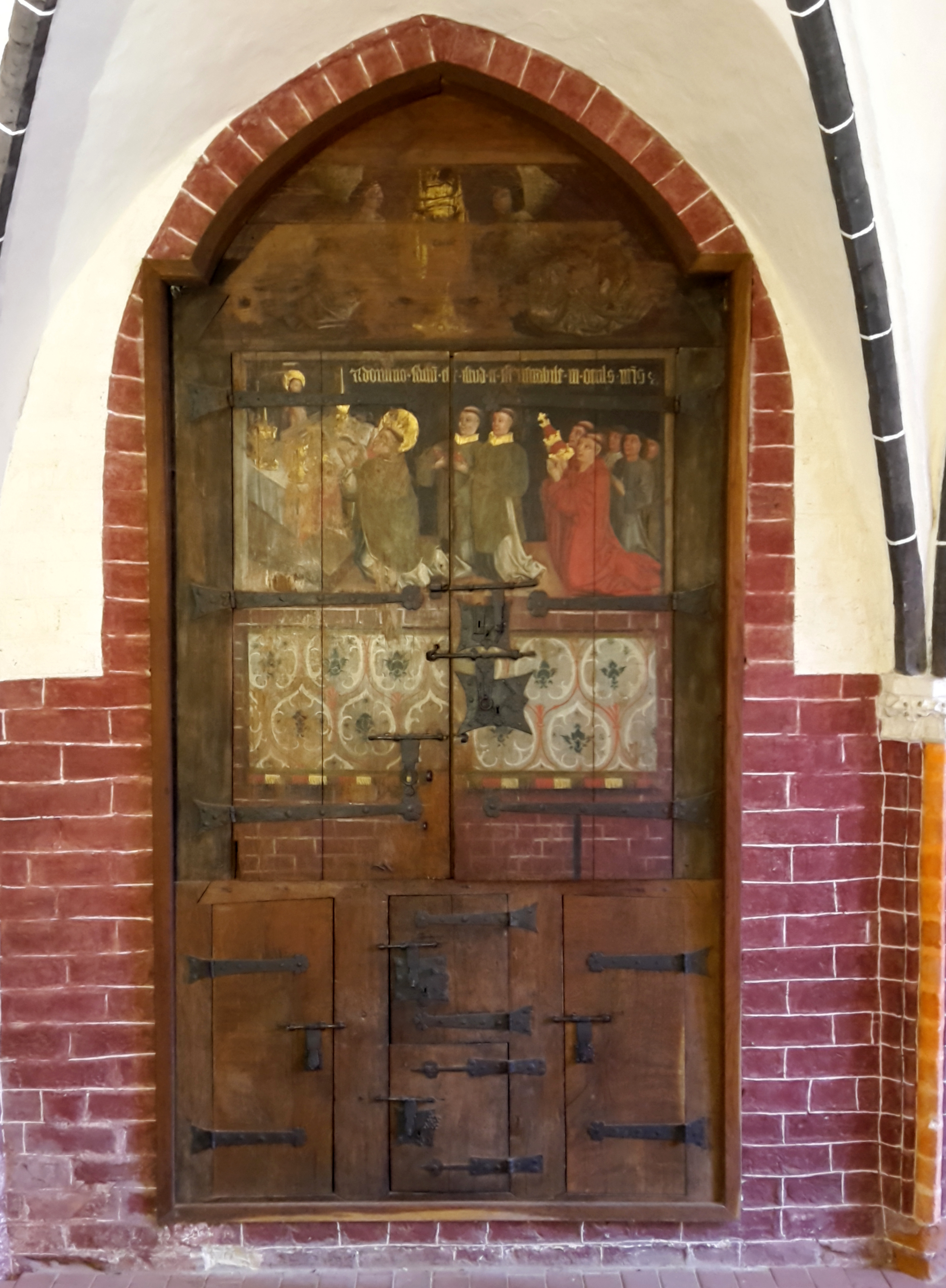
Wunderblutschrein mit bemalten Türen

## Ausstattung
Der Hochaltar der Kirche, gestiftet vom brandenburgischen Kurfürsten Friedrich II., ist dreiteilig. Der mittlere Teil stammt aus dem ersten Drittel des 15. Jahrhunderts und zeigt Maria, die von den zwölf Aposteln umgeben ist. Der obere Teil, ein Dreifigurenschrein, stellt die Mutter Jesu mit den Vierzehn Nothelfern dar. Im Zentrum des fünfteiligen Retabels steht eine Mondsichelmadonna, die links von zwei Frauenbüsten und rechts von einem Mönch sowie einer Bischofsfigur flankiert wird. Der Gemeindealtar stammt aus dem Jahr 1960.
Die Kanzel ist ein Werk des späten 17. Jahrhunderts. Sie wurde von Jakob Friedrich von Saldern nach dem Tod seiner Frau Elisabeth von Bismarck (1659–1695) gestiftet. Geschmückt ist die Kanzel mit dem Saldernschen Wappen, einer Rose, sowie dem Bismarck-Wappen, einem dreiblättrigen Kleeblatt.
Der Osterleuchter erinnert an die Wallfahrer, die aus Ungarn zur Wallfahrtskirche pilgerten. Er befindet sich im Chorraum links in Höhe des Gemeindealtars.

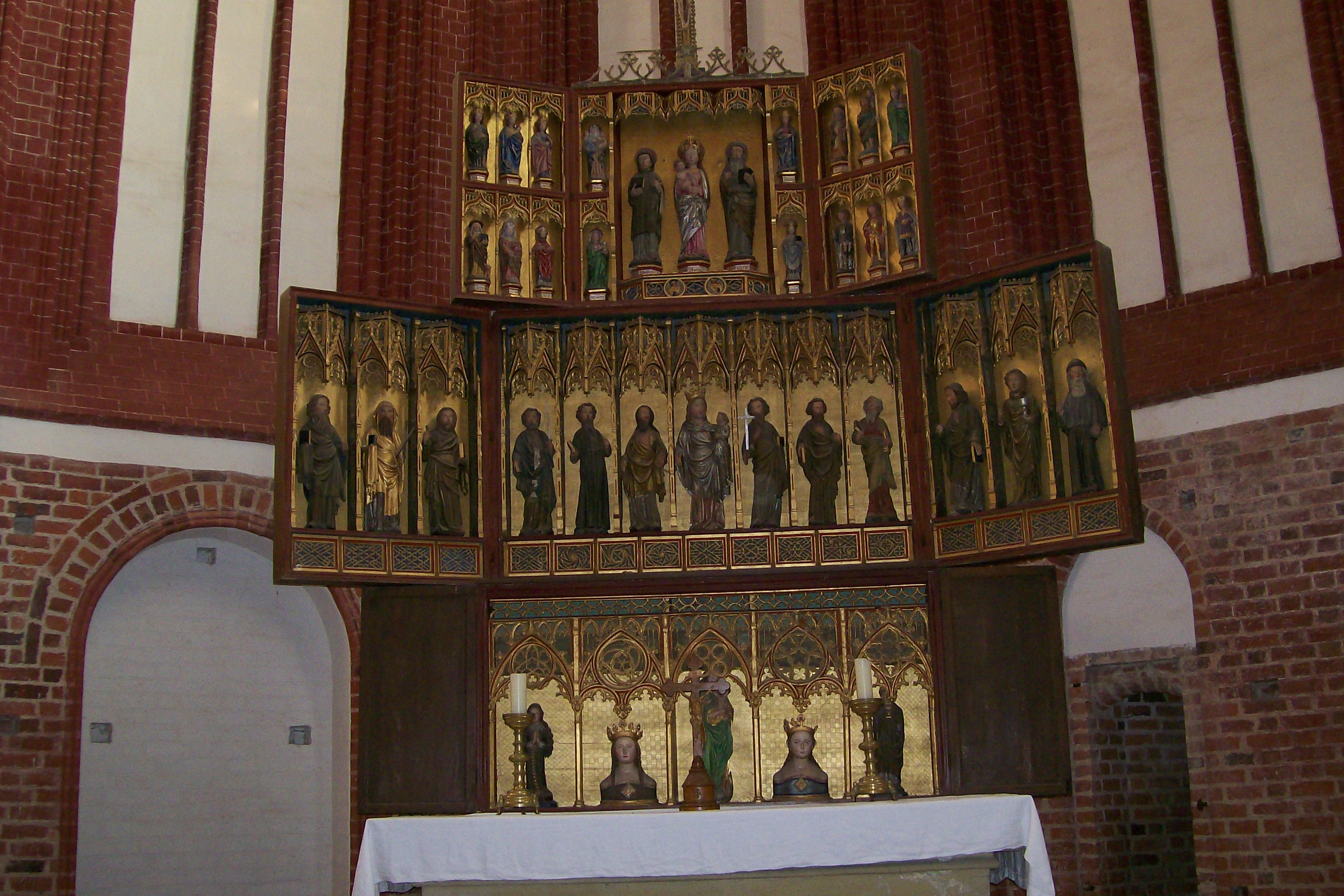
Dreiteiliges Kompositretabel auf dem Hochaltar (14. – 15. Jahrhundert)
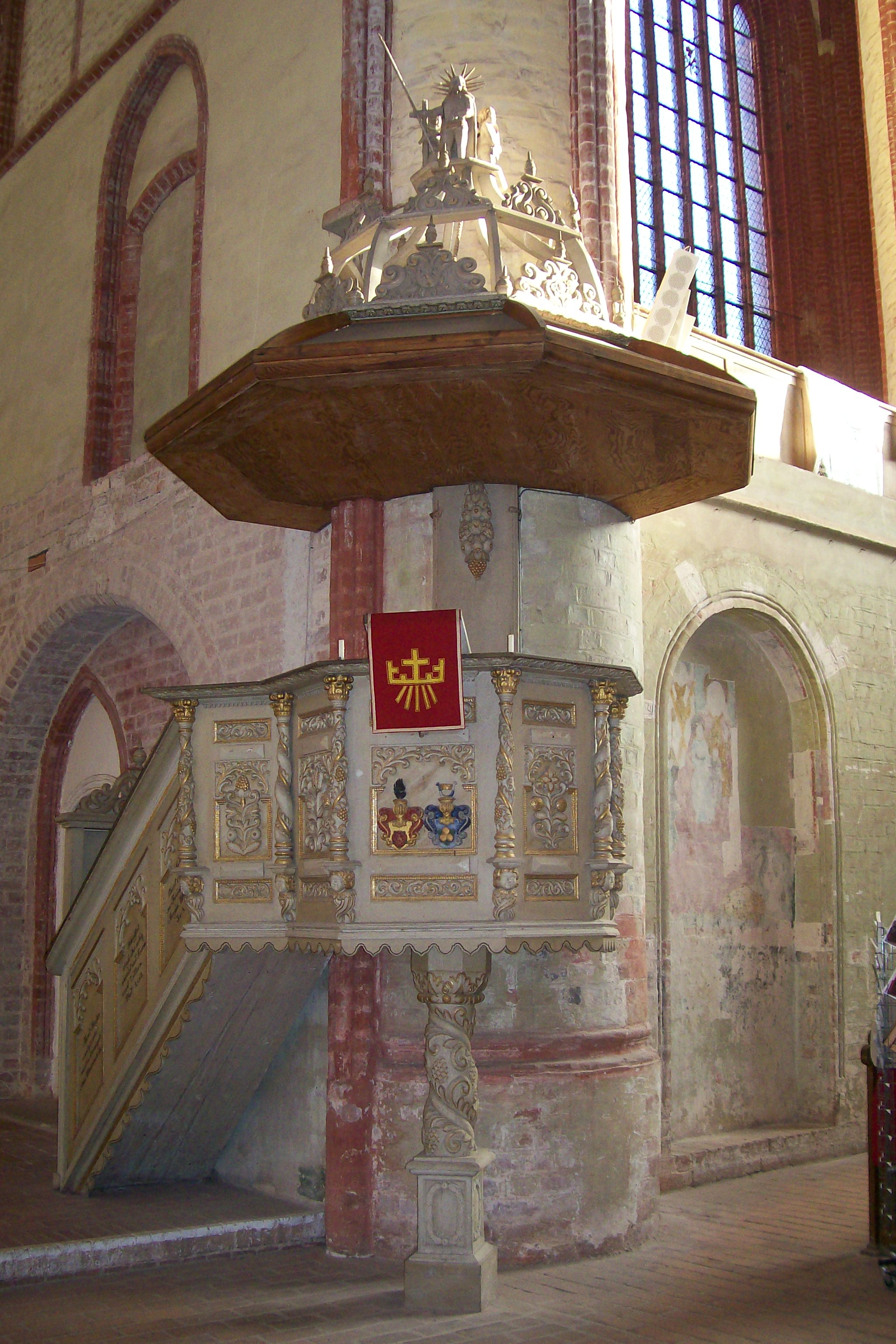
Kanzel, gestiftet von Jakob Friedrich von Saldern Ende des 17. Jahrhunderts
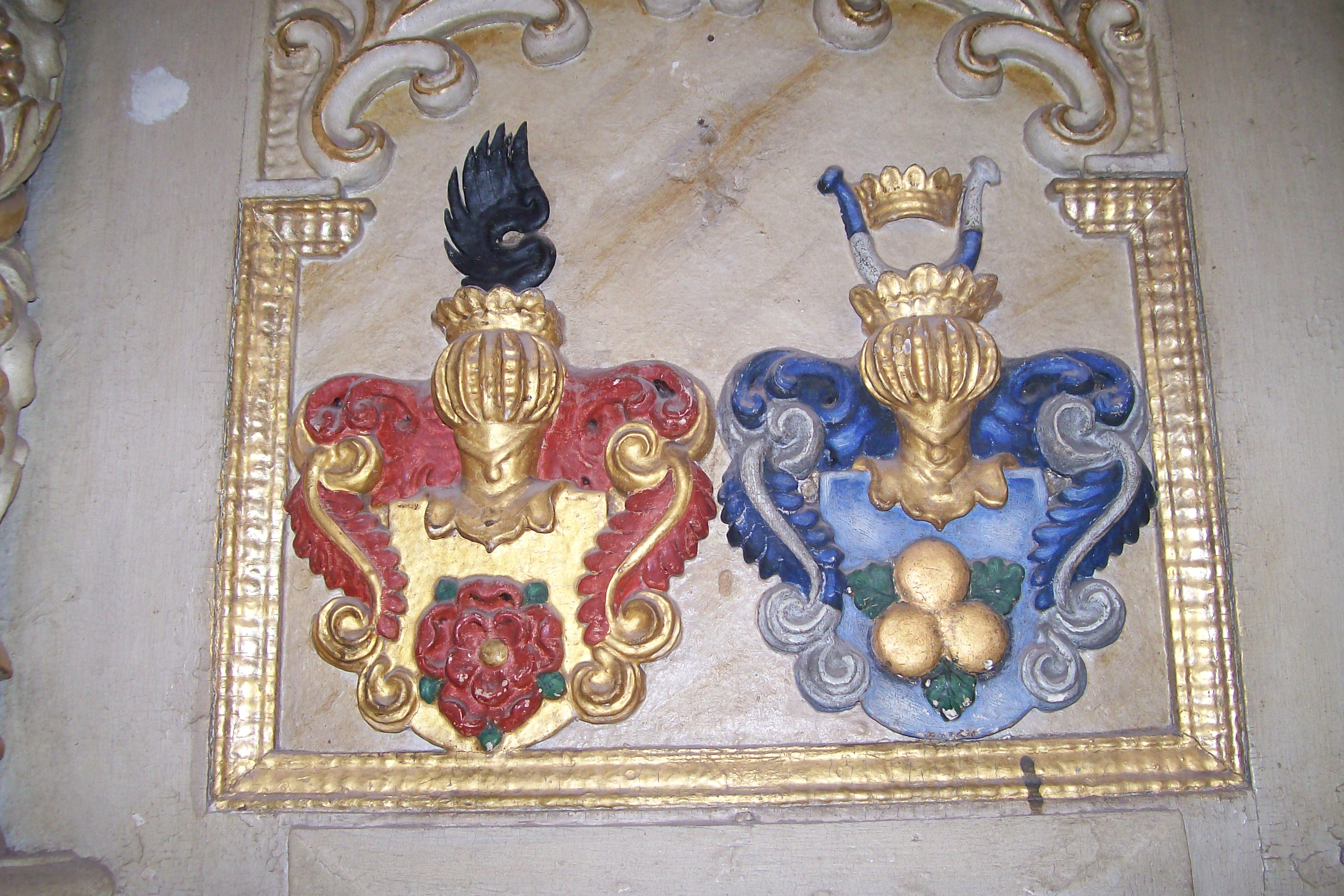
Wappen der Familien von Saldern (links) und Bismarck (rechts) an der Kanzel
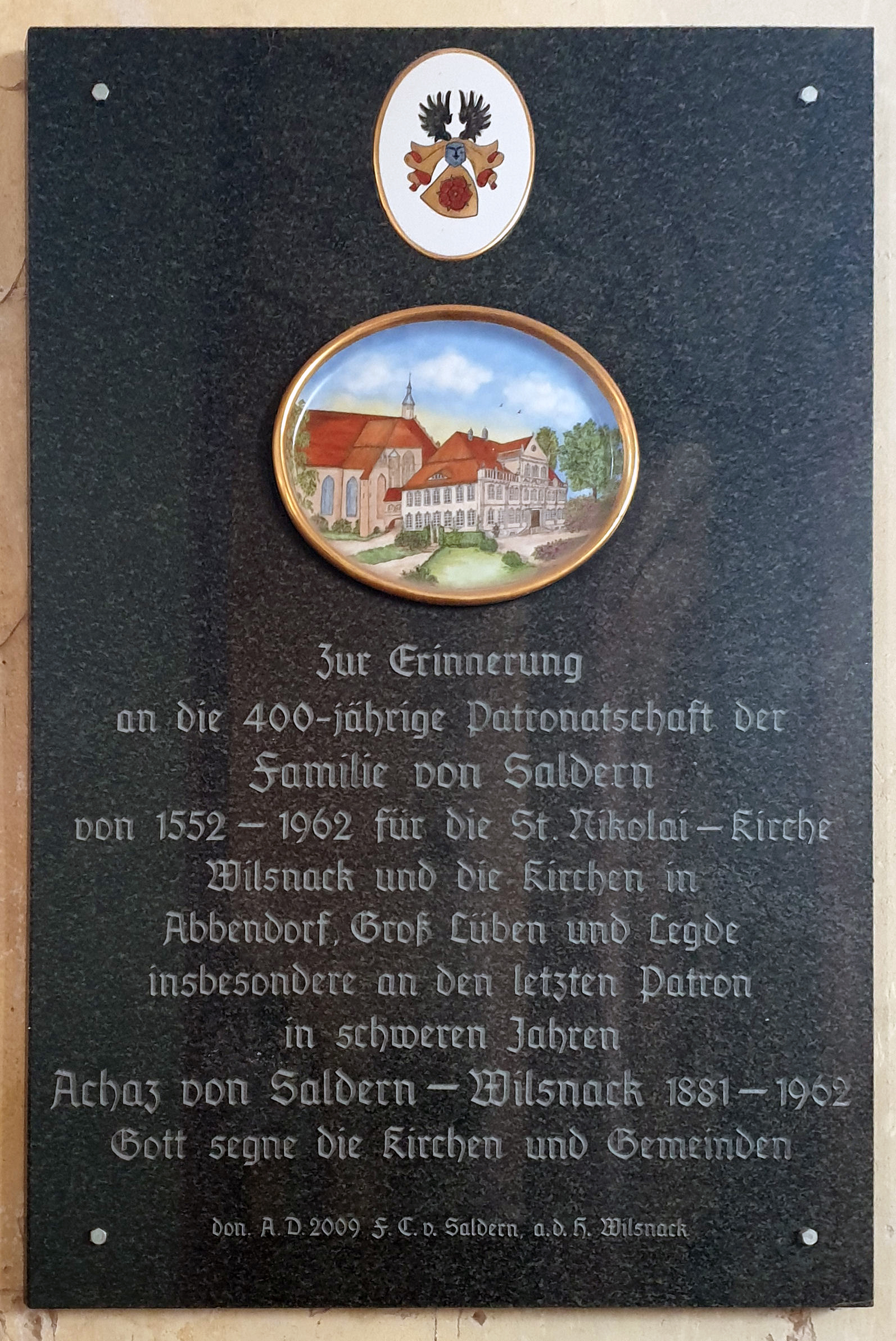
Gedenktafel für Achaz von Saldern
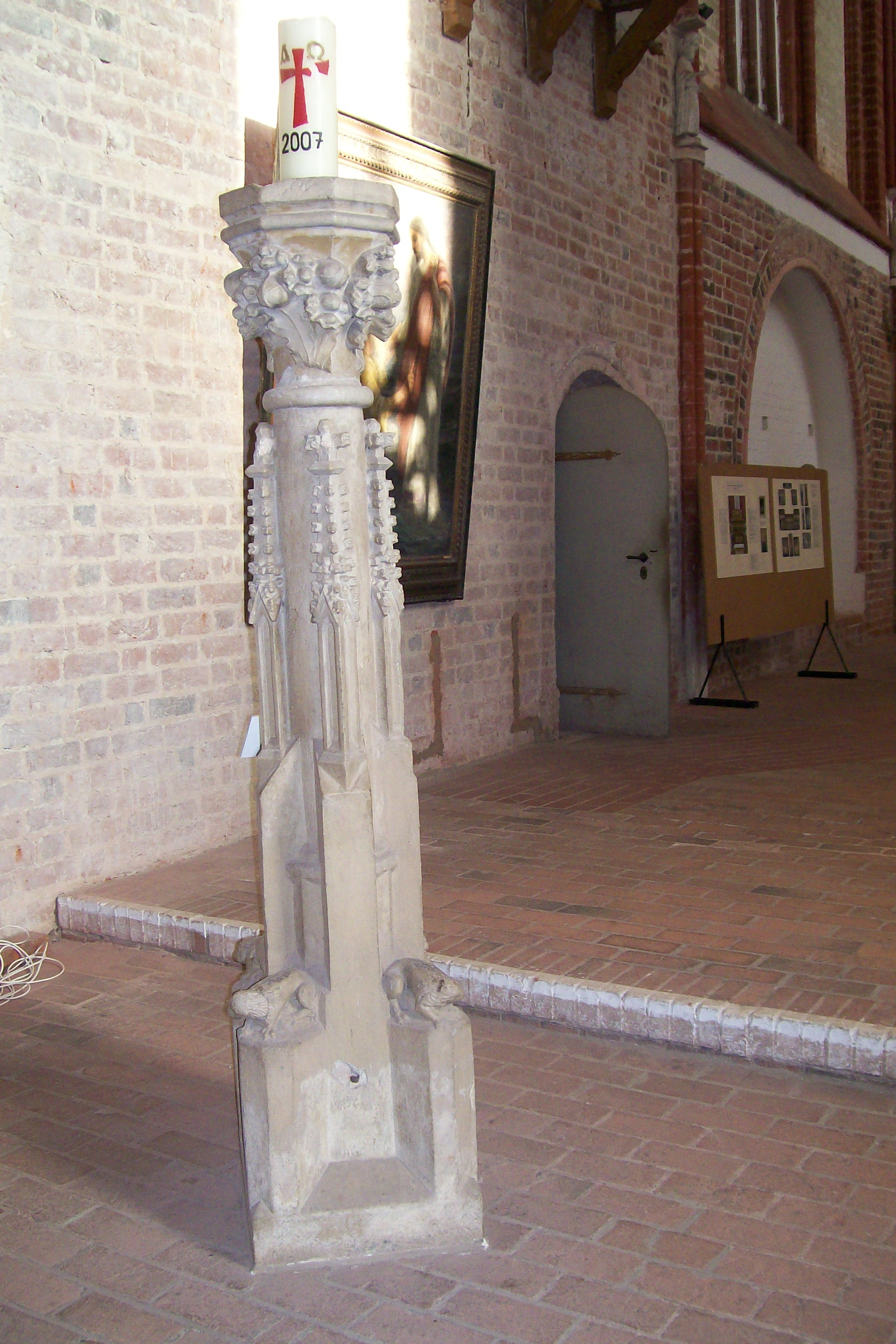
Osterleuchter ungarischer Wallfahrer

Die Kirche weist eine Reihe von Skulpturen auf, darunter aus dem späten 14. Jahrhundert die farbig gefasste Sandsteinfigur von Bischof Johann Wöpelitz an einem Pfeiler im nördlichen Langhaus. Sie steht den Werken aus dem Umkreis der Prager Parlerwerkstatt am Lettner im Havelberger Dom nahe. Möglicherweise handelt es sich um eine Figur des Kirchenpatrons St. Nikolaus, die nachträglich als Darstellung des Bischofs Wöpelitz umgedeutet wurde. Wöpelitz war von 1385 bis 1401 Bischof in Havelberg. Aus dem 15. Jahrhundert stammt eine gut einen Meter große Marienfigur mit dem Jesusknaben. Die Sandsteinskulptur befindet sich im Chor an einem Vierungspfeiler.
Die Tauffünte aus Sandstein ist mit acht Wappenschilden versehen, von denen vier ausgestaltet sind. Sie zeigen mit dem Tatzenkreuz das Wappen des Bistums Havelberg, das Wappen von Johann Wöpelitz als Bischof von Havelberg, das Wappen des Bistums Lebus und das Wappen des Bistums Brandenburg.

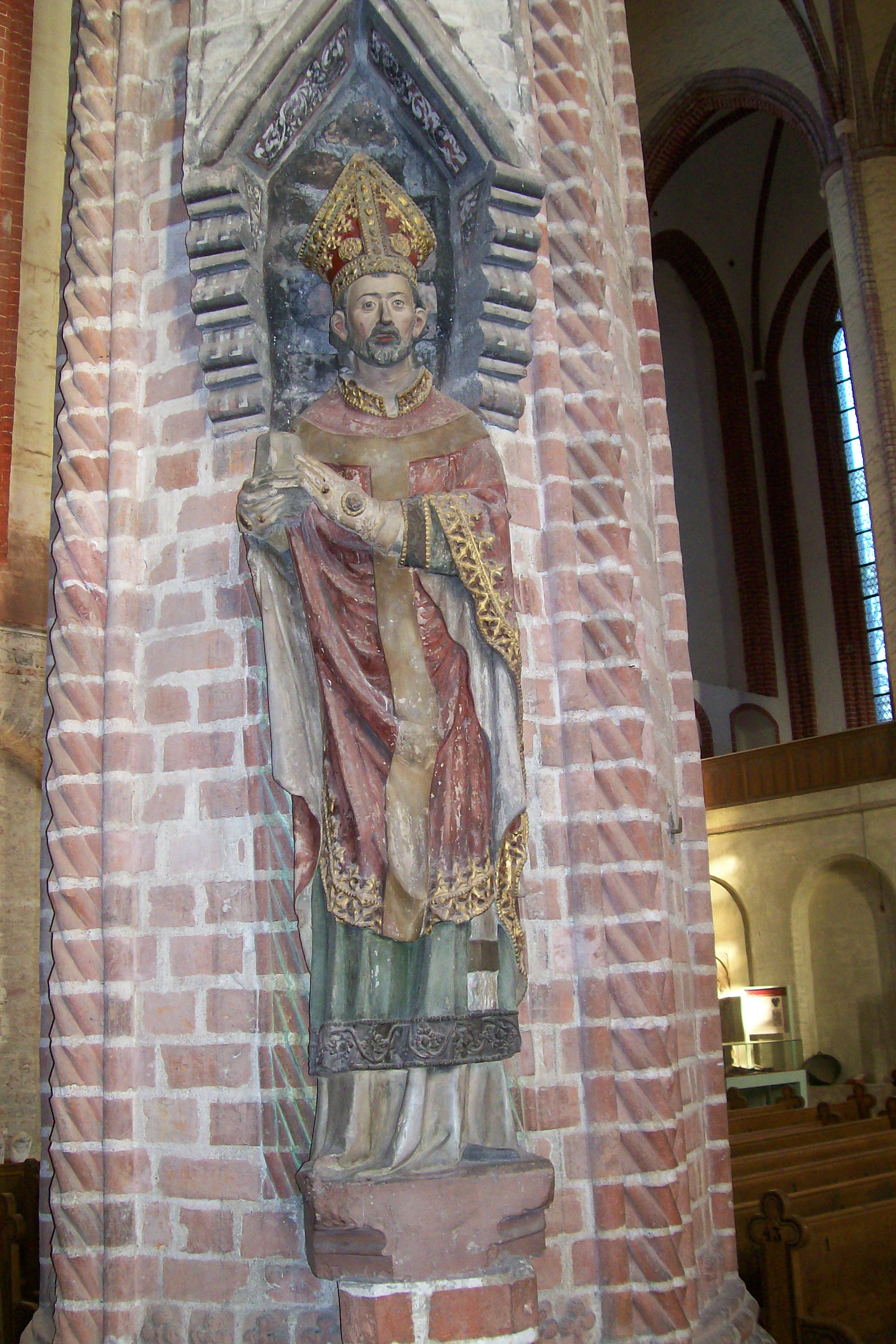
Statue des Havelberger Bischofs Johann von Wöpelitz
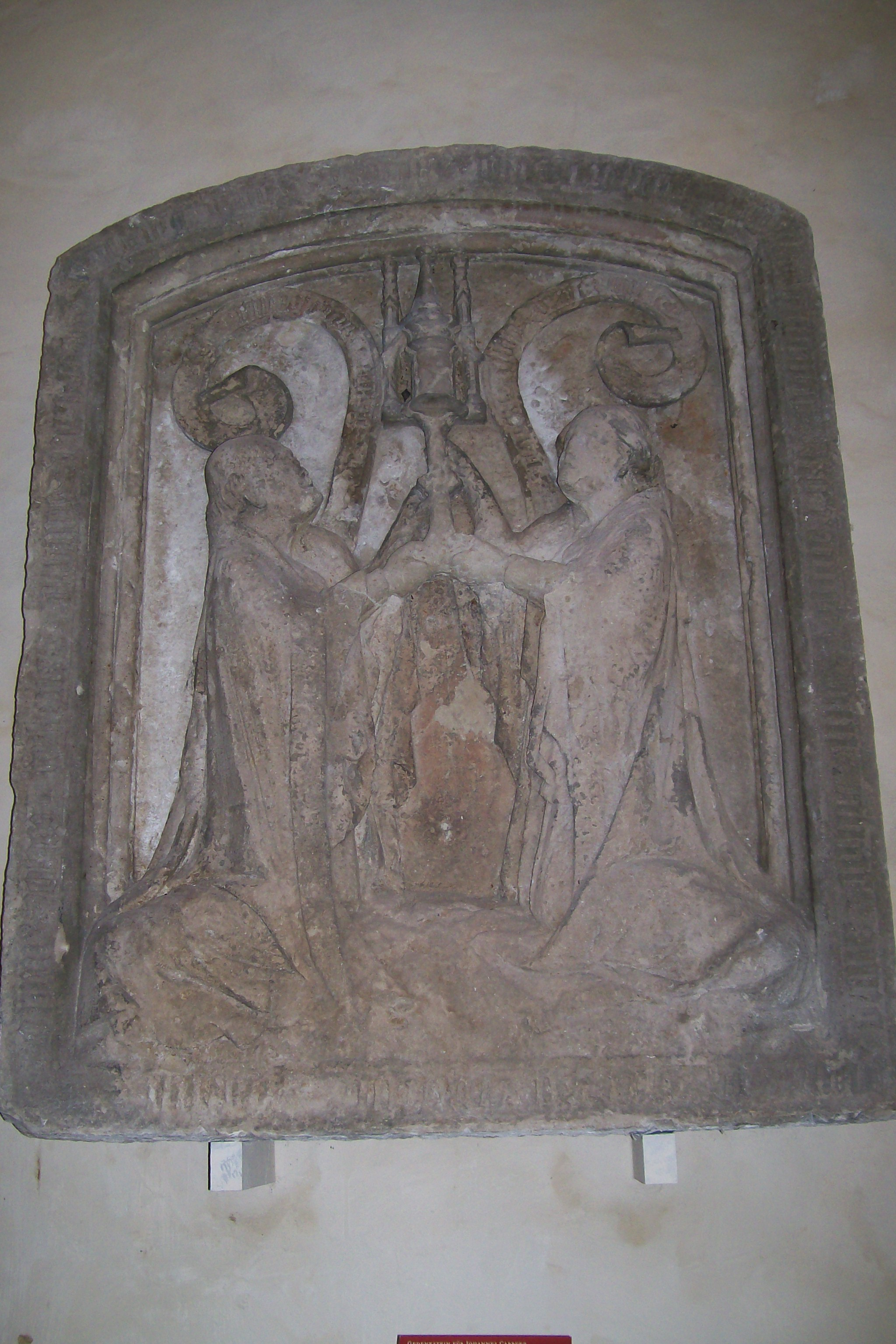
Wunderblutfund- Gedenkstein
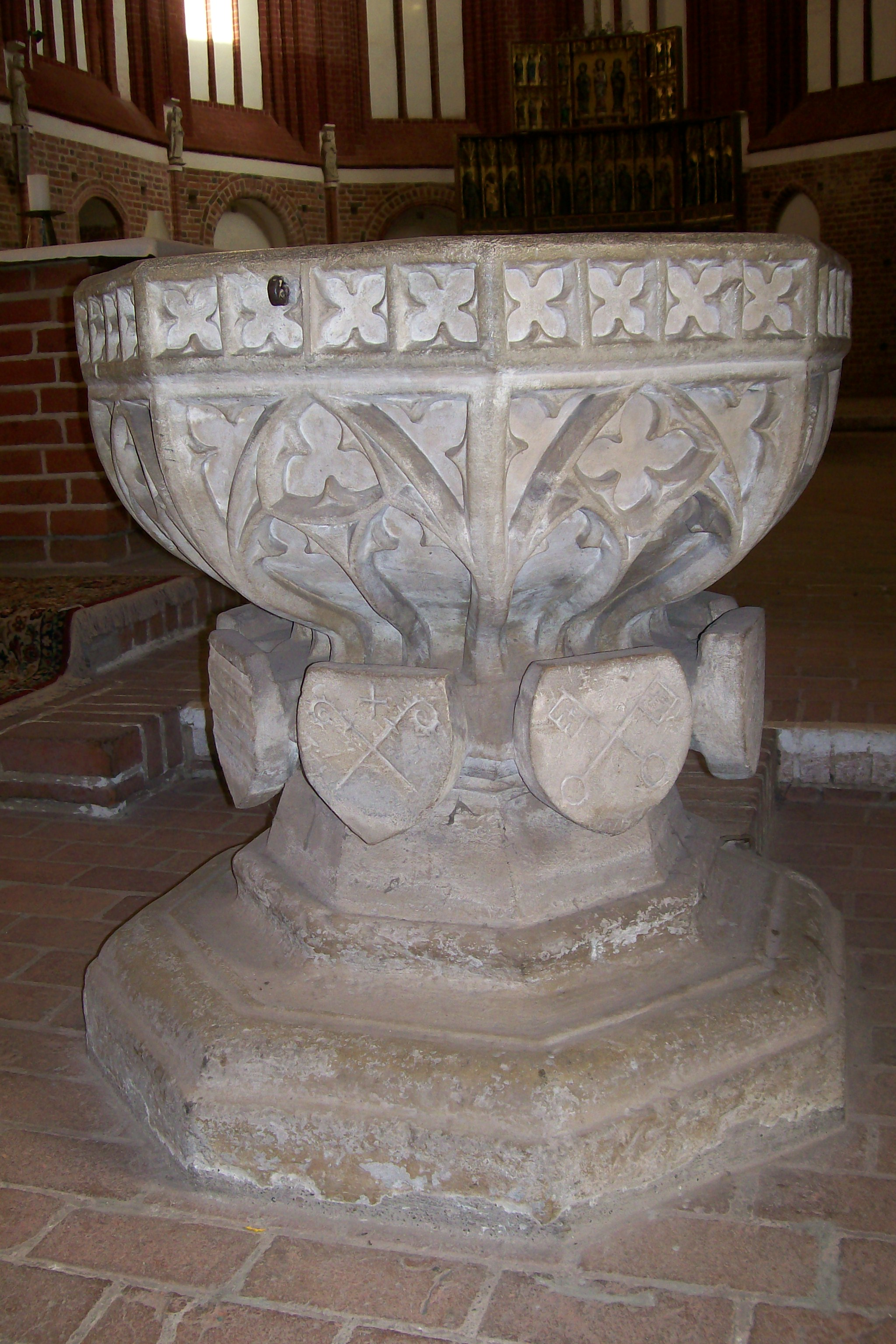
Tauffünte

Rechts und links neben der Orgel sind zwei Epitaphe angebracht. Das rechte ist Matthias Friedrich von Saldern (* 22. April 1650; † 3. Juni 1680) gewidmet. Das ovale Porträt, in Öl auf Holz gemalt, hat an beiden Seiten je eine Putte. Darunter befindet sich ein Relief mit der Darstellung von Saldern in Kriegsausrüstung mit Waffen. Das Epitaph links der Orgel erinnert an den preußischen Hof- und Kammergerichtsrat Friedrich August von Saldern (* 28. Juni 1694; † 20. Februar 1720) und seine Frau Elisabeth Charlotta von Saldern (* 17. Dezember 1688; ohne Sterbedatum) sowie weitere Mitglieder der Familie.
Direkten Bezug zum Blutwunder hat ein Gedenkstein im Nordquerschiff, der ins Mauerwerk eingelassen ist. Der Wunderblut-Stein zeigt an dessen Ostseite zwei kniende Figuren, die gemeinsam ein Sakramentshaus halten. Sie stellen den Dominus Johannes Bielefelt und den Dominus Johannes Cabbues dar. Johannes Cabbues (vermutlich Cabues; † 1412) war Priester in Legde, Bielefelt um 1415 in Wilsnack. Ein ungewöhnliches Objekt der Kirchenausstattung ist ein verbeulter Kupferkessel, in dem einer Legende nach im Jahr 1552 die Wunderhostien verbrannt sein sollen. Experten sehen in dem Kessel ein Sinnbild für „das Ende des Pilgerortes und den Beginn der protestantischen Zeitrechnung“. Das Objekt wurde im Zuge eines Inventarisationsprojektes der EKBO entdeckt und aufgenommen.
Im Nordquerschiff befinden sich zwei in die Kirchenwand eingelassene Grabplatten aus dem 16. Jahrhundert. Eine gehörte zum Grab Burchard von Salderns, der zusammen mit seinem Bruder Jakob Wilsnack und die Plattenburg geerbt hatte. Der zweite Grabstein ist der des Rektors Johann Tettendorf. Er war bis 1571 Geistlicher in Wilsnack und starb 1572.
Orgel

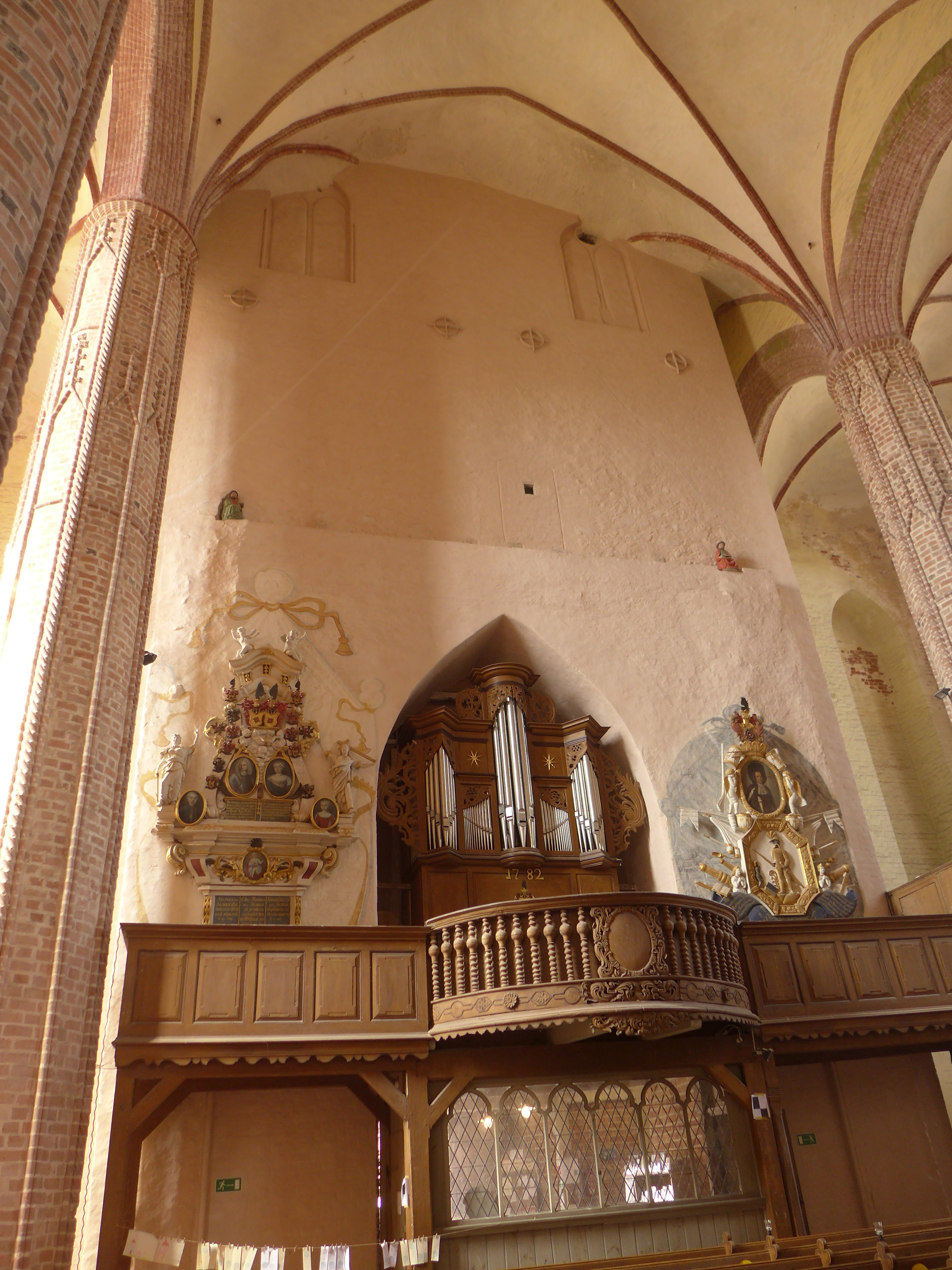
Orgel, Epitaphe

Die Orgel von Rietze auf einer Empore aus dem Jahr 1782 mit ursprünglich 12 Registern und einem Manual wurde 1875 von Friedrich Hermann Lütkemüller restauriert und um ein Register erweitert. Eine weitere Vergrößerung nahm Lütkemüller 1884 vor durch ein zweites Manual und weitere drei Register. 1928 wurde die Orgel umgebaut und auf 18 Register erweitert sowie mit neuen Frantpfeifen versehen, da die alten 1917 zur Rohstoffgewinnung für Kriegszwecke beschlagnahmt worden waren. Schließlich nahm sich die Manufaktur Alexander Schuke Potsdam Orgelbau 1993 der Orgel an und erweiterte sie auf 20 Register. Eine weitere Restaurierung durch Schuke wurde 1999 abgeschlossen. Das Instrument verfügt nun über 20 Register auf zwei Manualen und Pedal. Von der ursprünglichen Rietze-Orgel sind nur noch zwei vollständige Register erhalten.

## Veranstaltungen
- Konzerte, etwa im Rahmen des Prignitzsommers und der Brandenburgischen Sommermusiken
- Ausstellungen, Vorträge, Lesungen
- Fachtagungen, teilweise gemeinsam mit der Theologischen Fakultät der Humboldt-Universität Berlin
- Pilgerfest im August und Weihnachtsmarkt

## Primärquellen
- Dyt ys dy Erfindunge vnd wunderwerke des hilligẽ sacramentes tho der Wilsnagk. Jakob Winter, Magdeburg 1509, urn:nbn:de:gbv:3:1-194534 (Wiegendruck in niederdeutscher Sprache).
- Historia inventionis et ostensionis vivifici sacramenti in Wilsnagk. Stephan Arndes, Lübeck 1520, urn:nbn:de:bvb:12-bsb10160206-6 (Wiegendruck in lateinischer Sprache).
- Van der Vyndinge unde Wunder=werken des hilligen Sacramentes to der Wilßnack. Ludwig Dietz, Rostock 1521.
- Matthäus Ludecus: Historia Von der erfindung / Wunderwercken und zerstörung des vermeinten heiligen Blutes zu Wilssnagk. Clemens Schleich, Wittenberg 1586 (books.google.de).